# Szevasztopol ostroma (1941–1942)
Szevasztopol ostroma a második világháború keleti frontjának egyik fontos csatája, mely 1941. október 30-án kezdődött, és 1942. július 4-én ért véget, bár a németek számára a kisebb ellenállási gócok felszámolása késő őszig elhúzódott. Az ostrom a tengelyhatalmak harcászati győzelmével (de stratégiai vereségével, lásd moszkvai csata) ért véget, a diadal után Erich von Mansteint, a német 11. Hadsereg parancsnokát tábornaggyá léptették elő.

## Előzmények

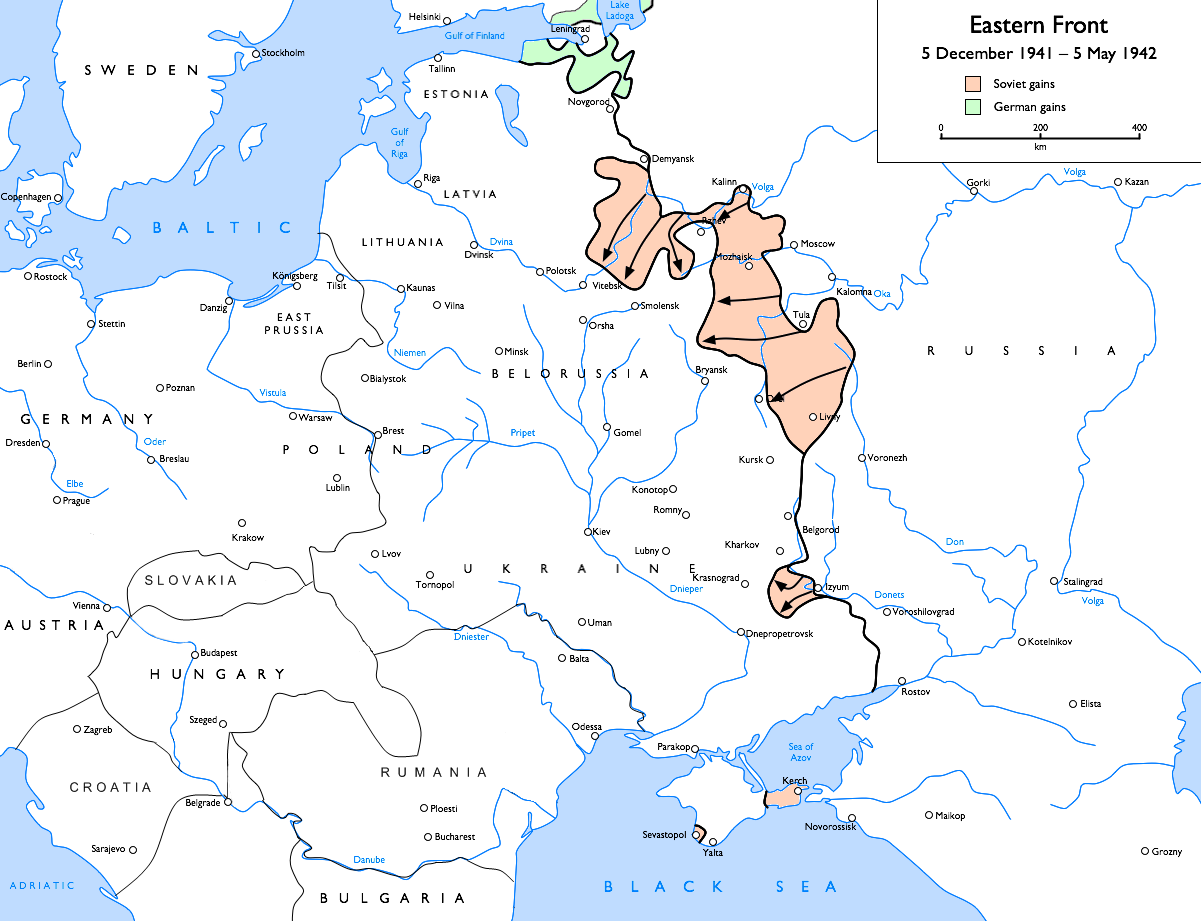
A keleti front változásai Szevasztopol ostroma során

1941 nyarán, a Barbarossa hadművelet kezdetén a Wehrmacht, a német hadsereg katasztrofális veszteségeket mért a Vörös Hadsereg egységeire, melyek készülve a németek elleni offenzívára, már elhagyták védekező állásaikat és támadó formációt vettek fel, ami még sebezhetőbbé tette őket a németek Blitzkrieg taktikájával szemben. A taktika lényege az volt, hogy a német páncélosegységek gyorsan benyomultak az ellenséges csapatok mögé, bekerítve őket és elvágva őket a visszavonulás esélyétől és az utánpótlástól. Az így létrehozott katlanokban rekedt szovjet csapatokat a lassabban előrenyomuló német gyalogság morzsolta fel. A szmolenszki csatában a szovjetek 350 000, míg a kijevi csatában 500 000 embert vesztettek.

## A krími hadjárat
A német offenzíva 1941 szeptemberében érte el a Fekete-tenger északi partján található Krím-félszigetet. A német 11. Hadsereg és a román 3. Hadsereg Erich von Manstein vezetésével szeptember 24-én kezdte meg a félsziget meghódítását, melyet a szovjet 51. Hadsereg, és a Fekete-tengeri flotta védett. Miután a tengelyhatalmak erői kemény, ötnapos harcban áttörtek a Perekopi-földszoroson (egy alig 6 kilométer széles földsáv, mely összeköti a félszigetet a szárazfölddel), behatoltak a félsziget belsejébe. Október 18-án újultak ki a harcok, mindkét oldalon komoly veszteségekkel. A szovjet védelem tíz nap alatt összeomlott, a németek november 16-ára Szevasztopol kivételével az egész félszigetet elfoglalták. Von Manstein jelentése szerint a német hadsereg 100 000 foglyot ejtett, és körülbelül 700 ágyút zsákmányolt, míg a szovjet források összesen 70 000-es veszteségről számolnak be (beleértve a halottakat és a sebesülteket is). Feltehetően a szovjet sereg halottakban, sebesültekben és hadifoglyokban kicsit több, mint 100 000 főt vesztett, de a német veszteségek is súlyosak voltak.

## Szevasztopol ostroma
Szevasztopol első megtámadására 1941 október 30-án került sor, mellyel megkezdődött a város 250 napig tartó ostroma. Két gyalogsági és egy motorizált hadosztály rohamozta meg a várost északról, északkeletről és keletről, de visszaverték őket. A német csapatok csak ezután kerítették be a védőket. Ezalatt az idő alatt Szevasztopolt a tenger felől megerősítették, többségében Odesszából kimenekített szovjet csapatok érkeztek. A tengelyhatalmak ismét támadtak, ezúttal felkészültebben, mely végül egy általános rohammá szélesedett. Von Manstein döntésének értelmében november 11-én 60 000 német és román katona indított újabb támadást, déli irányból, abból a feltevésből kiindulva, hogy ezen a részen gyengébbek a szovjet erődítések. Ez ugyan igaz volt, de a német páncélosoknak és járműveknek ez a hegyes terület rendkívül kedvezőtlen volt, így a támadóknak tíz nappal később vissza kellett vonulniuk. December 4-ére a szovjet vezérkar jelentése szerint a védelemben keletkezett károkat helyreállították.
A kudarc után von Manstein elállt a déli támadásoktól és ismét északra csoportosította át erőit. A németek ezután felkészültek a város ágyúzására, számos nehézágyút rendeltek a térségbe, közülük is a legnagyobbat, a Schwerer Gustav nehéz mozsárágyút, mely 80 cm-es és 7 tonnás lövedékét 12 kilométer távolságból juttatta célba. A tengelyhatalmak tüzérsége és légiereje 5 napig bombázta Szevasztopolt, egyes források szerint mérges gázt is bevetettek, hogy a szovjet katonákat kifüstöljék a bunkereikből.
1941. december 17-én hat német hadosztály, két román dandár 1275 ágyúval és aknavetővel, több mint 150 harckocsival és 300 repülőgéppel támogatva megindította a második támadást a város ellen. Az időpont kései volt, ugyanis a kemény tél néha ellehetetlenítette a Luftwaffe akcióit, szovjetek pedig ezalatt megerősítették a védelmet. December 21-e után a Vörös Hadsereg ellentámadásba ment át és 1942 január 4-ére minden német-román csapatot megállítottak a szovjetek. Ezután nem sokkal kezdődött meg a szovjetek téli offenzívája, melynek eredménye a Wehrmacht szempontjából a „téli válság” lett.

## Szovjet partraszállás Kercsnél
1941. december 26-án és 30-án a Vörös Hadsereg körülbelül 40 000 embert tett partra Kercs, illetve Feodoszija közelében. A tengelyhatalmak második szevasztopoli rohamának összeomlása után ezeket az erőket megerősítették, és a partraszállást követő kezdeti sikerek után felbátorodott szovjet tisztek úgy döntöttek, a Perekopi-földszoros felé nyomulnak előre és csapdába ejtik a félszigeten lévő német–román erőket.
A tengelyhatalmaknak a félsziget keleti felén csupán a 46. gyalogos hadosztály, és egy román dandár állomásozott Hans Graf von Sponecks vezetésével. Nem kapott engedélyt a harc nélküli visszavonulásra, így viszont a hadosztály szinte teljesen felmorzsolódott és elvesztette nehéz felszerelésének többségét. A Vörös Hadsereg a Kercs-félsziget „nyakáig” tudott előrenyomulni, itt a német–román csapatok megvetették lábukat. Hónapokig tartó támadás-ellentámadás sorozat következett, az utolsó szovjet offenzíva 1942. április 9-én indult, de elég hamar beleütközött a német-román csapatok előrenyomulásába. Hat szovjet hadosztály és 160 harckocsi próbálta őket megállítani.

## Német ellentámadás
Május 8-án a 11. Hadsereg megindította offenzíváját, melynek célja a szovjet erők ismételt kiszorítása volt a félszigetről, majd a Szevasztopol elleni újabb támadás megindítása volt. A szovjeteknek 17 gyalogos hadosztályuk volt, néhány kiegészítő dandárral, míg a német-román erők 7 gyalogsági hadosztályt és egy páncéloshadosztályt vonultattak fel (megjegyzendő, hogy a német hadseregszervezés ekkor még több katonát rendelt egy hadosztályba, mint a szovjet, így ez nem mutatja a seregek egymáshoz képesti erejét). A tengelyhatalmak erőinek körülbelül egyharmadát adták a román csapatok. A németek északon megtévesztő támadásokat indítottak, majd a front déli felén törtek át, tovább üldözve az ellenséget a Kercsi-szorosig. 1942 május 18-án a szovjet csapatok megadták magukat, a német jelentések szerint csak hadifoglyokban 170 000 fős veszteséget okoztak a félsziget megtisztításáért folytatott hadjáratban.

## Szevasztopol bombázása
Miután ismét megtisztították a félszigetet, a németek figyelme ismét Szevasztopol felé fordult. Von Manstein a város lövetéséhez megkapta a legnagyobb ágyúkat, amiket addig építettek. Számos normál méretű ágyú mellett ismét működésbe lépett a Gustav nehézágyú és a 60 cm-es Mörser Karl nevű mozsárágyú is.
Május 21-étől a németek ismét lőni kezdték a várost. Június 2-án általános bombázásba kezdtek a Luftwaffe 4. Légiflottája Wolfram von Richthofen irányítása alatt számos taktikai bombázó akciót hajtott végre. Öt napig folytatódott a tüzérségi előkészítés, ezután került sor a másodlagos védelmi állások lerohanására.

## A német támadás
Von Manstein terve, az Unternehmen Störfang, azaz a „Tokhalfogás” hadművelet szinte teljesen arra a feltevésre épült, hogy a szovjet védőket a városba V-alakban beékelődő Szevernaja öblön keresztül tengeri úton látják el hadianyaggal és élelemmel, és ennek megakadályozása, illetve megzavarása a város megadását eredményezi, így nem szükséges az utolsó centiméterig felszámolni az egész katlant. Mivel az öböl északi oldala volt a kevésbé védett, Manstein ebből az irányból indította a fő támadást a hat hadosztállyal rendelkező 54. hadtesttel. Egy másik, kelet-nyugati irányú támadást is előirányzott a katlan délkeleti oldala ellen, mely megakadályozná a szovjeteknek az északi oldal megerősítését. Ezt a 30. hadtest hajtotta végre három hadosztállyal, mindkét hadtest mellé egy kisebb, román egység is csatlakozott.
A terv jó volt, attól eltekintve, hogy a szovjet utánpótlást már jó előre felhalmozták és, tekintettel a Luftwaffe folyamatos támadásaira, nyári időszakban nem szállítottak ellátmányt a katlanba. Június 7-én indult meg a német-román támadás és június 16-án tört meg a szovjetek védelme az öböl északi oldalán, mellyel terület a tengelyhatalmak kezébe került, míg a 30. hadtest beleütközött a legerősebb szovjet védőállásokba, az úgynevezett Szapun-vonalba. Ekkor már világossá vált, hogy az öböl északi részén lévő kikötők hatástalanítása nem töri meg a szovjet védelmet, a németeknek el kellett foglalniuk az egész várost. Június 28-án von Manstein partraszálló akciót indított Szevernaja öböl északi oldalától a délibe, hogy csapatai megkerülhessék a problémás Szapun-vonalat. A németek nagy árat fizettek a hadműveletért, ugyanis hiába tett meg mindent a tüzérség és a légierő, kevés kárt tudtak csak tenni a földalatti szovjet erődítések ellen. A németek keményen támadtak, de a szovjetek ki tudtak tartani az éj leszálltáig, amikor is erősítéseket kaptak. Ennek ellenére Manstein újabb és újabb csapatokat küldött harcba.

## A védelem áttörése
A tengelyhatalmak csapatai a sikert mégsem ezen a fronton érték el. A Szapun-vonal északi oldalán a 30. hadtest, melyet megerősítettek az 54. hadtest egy részével, áttörte a szovjet állásokat. A déli oldalon, melyet a szovjetek tévesen a vonal közepe elleni támadásnak véltek, német és román egységek szintén átjutottak a Szapun-vonalon. Bár mindkét végén áttörték, a szovjetek még kitarthattak volna az állásaikban, de kifogytak a lőszerből. Petrov nyugat felé, Herszonyesz, ókori görög gyarmatváros irányába vonult vissza, hogy újabb ellátmányt vehessen magához, ide akarta a végső ellenállást összpontosítani.

## Az ostrom utolsó napjai

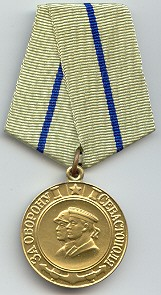
52 540 Szovjet katona kapott érdemérmet Szevasztopol védelméért, annak ellenére, hogy a város elesett

Ahogy a 11. Hadsereg közeledett, Sztálin személyes utasítása szerint minden magas rangú tisztet evakuálni kellett a gyűrűből tengeralattjárón. Oktyabrszkij és Petrov az utolsó pillanatban menekültek el. A város az inkermani magaslatokon elszenvedett vereség után esett el 1942 június 29-én. Egy könnyűcirkáló, négy romboló, négy szállítóhajó és két tengeralattjáró került a németek kezére. A szovjet katonák, akik a városban rekedtek, még azután is folytatták a harcot, hogy az erődítményeiket darabokra szaggatta a német tüzérségi tűz. A füst, mely egyesek szerint mérgező volt, az orosz csapatokat a nyílt utcára kergette, ahol a harckocsik áldozatai lettek. Még ezzel a rendkívüli támogatással is huszonhét napba tellett a németeknek, míg teljesen elfoglalták a várost. 1942 július 4-én elesett Herszonyesz, és Szevasztopol biztosítva volt. Hitler a jó híreket hallva telefonon Mansteint „Szevasztopol meghódítójának” nevezte, és tábornaggyá léptette elő. Bár a városban a harcok hivatalosan véget értek, a "tisztogatás" késő őszig dúlt, újabb áldozatokat követelve.

## Végeredmény
Von Manstein jelentése szerint a németek 90 000 foglyot ejtettek és még több szovjetet öltek meg. Ez az állítás elég nagy túlzásnak tűnik, mivel a szovjet források szerint a várost 106 000 főnyi sereg védte és csak 3000 fős erősítést kaptak, ráadásul 25 000 sebesültet evakuáltak, ami szintén nem hangzik túl reálisnak. Valószínűleg a szovjetek a 90 000 fogoly és sebesült mellett 11 000 halottat vesztettek.
Megint csak Manstein jelentése szerint a németek vesztesége 24 000 fő, ami alacsonynak tűnhet, azonban a jelentés nem tartalmazza a román veszteségeket, pedig a románok keményen harcoltak a város alatt és nélkülözhetetlen segítséget jelentettek a német erőknek.
Bár a várost elfoglalták, Szevasztopol ostroma sokkal tovább tartott, mint azt a német vezérkar elképzelte, több mint fél évig lekötve a 11. Hadsereget, amely így nem lehetett jelen Dél Hadseregcsoport előrenyomulásánál Sztálingrád és a Kaukázus felé.